# حسین معصومی همدانی
حسین معصومی همدانی (زادهٔ ۲ آذر ۱۳۲۷، همدان) مدرس ادبیات فارسی، تاریخ ریاضیات، تاریخ علم و فلسفهٔ علم در مؤسسه پژوهشی حکمت و فلسفه ایران و دانشگاه صنعتی شریف و نیز عضو پیوستهٔ فرهنگستان زبان و ادب فارسی است. وی همچنین مدتی مدیریت گروه زبان و رایانهٔ فرهنگستان زبان و ادب فارسی را برعهده داشت.
حسین معصومی، فرزند آخوند ملاعلی معصومی همدانی است.

## سوابق دانشگاهی
معصومی همدانی درجهٔ کارشناسی مهندسی برق را در سال ۱۳۵۱ از دانشگاه صنعتی آریامهر (بعدها دانشگاه صنعتی شریف) دریافت کرد و در سال ۱۳۸۵ در رشتهٔ تاریخ علم از دانشگاه پاریس ۷ فارغ‌التحصیل شد. رسالهٔ دکتری او دربارهٔ ابن هیثم است. استاد راهنمای او رشدی راشد بود
معصومی همدانی مدتی در مرکز نشر دانشگاهی کار کرده است ولی پس از چند سال با آن سازمان «قطع رابطه» کرد. احمد سمیعی، سردبیر فصلنامهٔ نشر دانش (وابسته به مرکز نشر دانشگاهی)، معصومی همدانی را «دارای نبوغ در عرصه‌های متعدد و متنوع علمی و ادبی و فرهنگی» دانسته است.
وی یکی از ۱۲۵ نفر از استادان دانشگاه صنعتی شریف بود که طی بیانیه‌ای در روز ۵ خرداد ۱۳۸۸، خواستار تبلور عقلانیت در مدیریت کشور و مشارکت فعال در انتخابات شدند. در این بیانیه از خارج کردن تدریجی متخصصان باتجربه از دایرهٔ تصمیم‌گیری، تکیه بر شعارهای عوام‌پسند نظیر مبارزه با مافیا و مظلوم‌نمایی با وجود در اختیار داشتن تمام ابزار قدرت، تحقیر مردم و سعی در تطمیع آنان به نام عدالت‌طلبی از خزانهٔ ملی، شکستن حرمت بزرگان و اندیشمندان و همچنین سوءاستفاده از احساسات پاک دینی و عدالت‌طلبانهٔ مردم در جهت فعال کردن شکاف‌های فرهنگی و طبقاتی، با ایجاد تضاد و تفرقه در سطح ملی و… انتقاد شده بود.

## کتاب‌شناسی

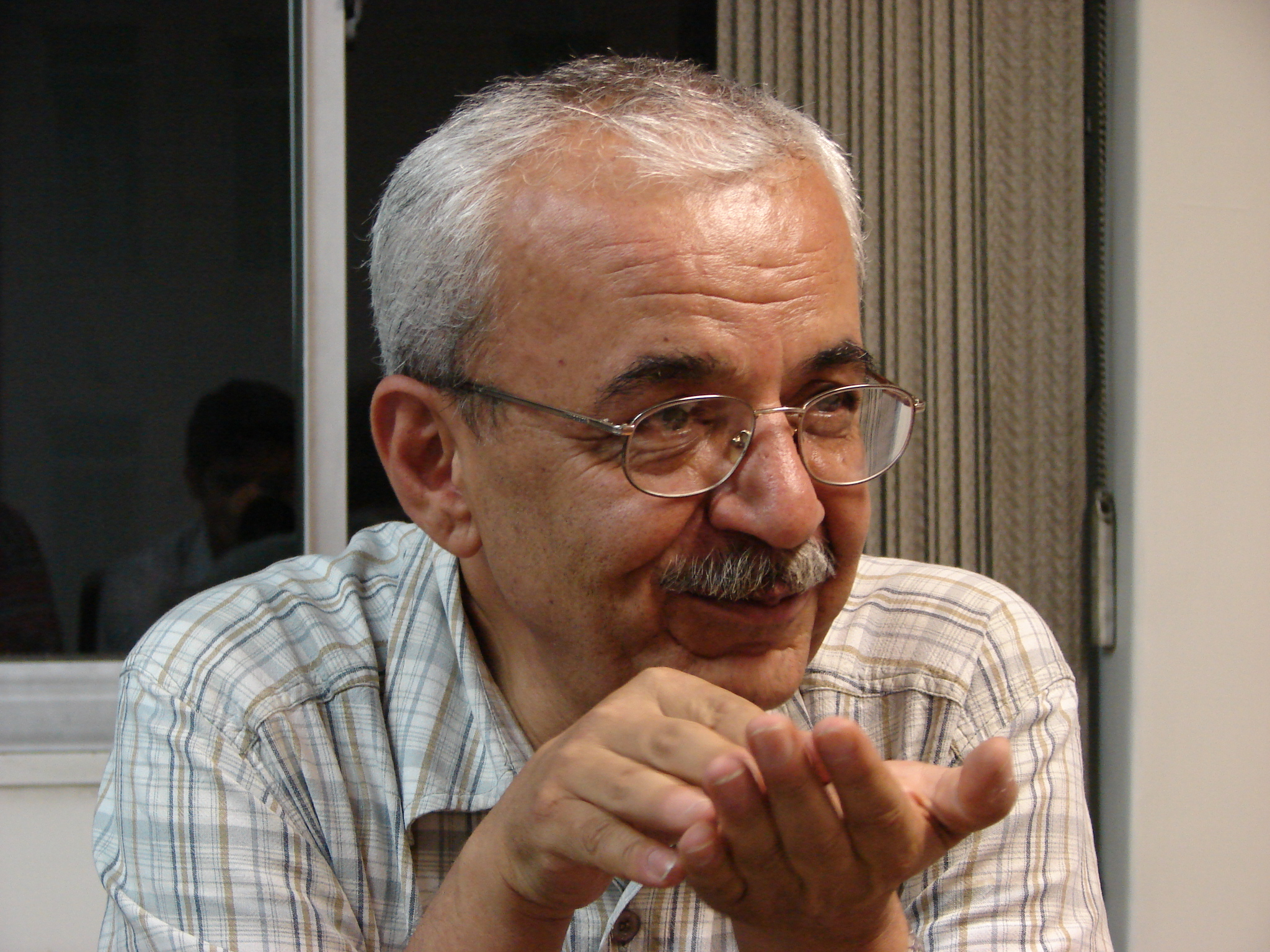
حسین معصومی همدانی، مرداد ۱۳۸۵

## ترجمه
- جزء و کل: ورنر کارل هایزنبرگ (برگزیده هشتمین دوره کتاب سال ایران)
- نظریهٔ کوانتومی: جان پاکینگ هُرن
- ایرانی‌ها چه رؤیائی در سر دارند؟: میشل فوکو
- ترمودینامیک تعادل: کلمنت جان ادکینز
- نسبیت: خاص، عام، کیهان‌شناختی: ولفگانگ ریندلر
- مردم‌شناسی و هنر، گفت‌وشنود با کلود لوی استروس: ژرژ شاربونیه
- فلسفه علوم طبیعی: کارل گوستاو همپل
- شان علم (متن ده سخنرانی): کارل فریدریش فون وایتزکر
- خاکستر ناتمام (گزیده اشعار): رنه امیل شار
- از ارسطو تا نیوتن، پیدایش فیزیک نو: آی. برنارد کوهن
- نووه چنتو (افسانه ۱۹۰۰): الساندرو باریکو